# Halldór Skúlason
Halldór Ingi Skúlason (* 29. April 2000 in Akureyri) ist ein isländischer Eishockeyspieler, der seit Frühjahr 2024 erneut bei Skautafélag Akureyrar in der Isländischen Eishockeyliga unter Vertrag steht.

## Karriere
Halldór Skúlason begann seine Karriere als Eishockeyspieler bei Skautafélag Akureyrar, mit dem er 2016 und 2021 isländischer Meister wurde. 2021 wechselte er nach Dänemark zum Hvidovre IK, für de er sowohl in der zweiten Herrenmannschaft als auch im Juniorenbereich auf dem Eis stand. Bereits nach kurzer Zeit kehrte er zu Skautafélag Akureyrar zurück und wurde mit dem Klub 2022 erneut isländischer Meister, wozu er mit der besten Plus/Minus-Bilanz der Liga maßgeblich beitrug. 2023 zog es ihn nach Schweden, wo er zunächst beim Sölvesborgs IF in der viertklassigen schwedischen Hockeytvåan spielte, bevor er nach wenigen Wochen zum Ligarivalen Hofors HC wechselte. Im Frühjahr 2024 kehrte er zu Skautafélag Akureyrar zurück.

### International
Halldór Skúlason spielte bereits als Jugendlicher für Island. Er nahm an der Division III der U18-Weltmeisterschaft 2015 und den Division-II-Turnieren dieser Altersklasse 2016 und 2017 sowie den Division-III-Turnieren der U20-Weltmeisterschaften 2016 und 2020 teil. Dabei gelang 2015 (U18) und 2020 (U20) jeweils der Aufstieg in die Division II.
Für die Herren-Nationalmannschaft spielte Halldór Skúlason erstmals in der Division II bei der Weltmeisterschaft 2022. Dort spielte er auch 2024. Zudem vertrat er seine Farben bei der Olympiaqualifikation für die Winterspiele in Mailand 2026.

## Erfolge und Auszeichnungen
- 2015: Aufstieg in die Division II, Gruppe B, bei der U18-Weltmeisterschaft der Division III, Gruppe A
- 2016: Isländischer Meister mit Skautafélag Akureyrar
- 2020: Aufstieg in die Division II, Gruppe B, bei der U20-Weltmeisterschaft der Division III
- 2021: Isländischer Meister mit Skautafélag Akureyrar
- 2022: Isländischer Meister mit Skautafélag Akureyrar
- 2022: Beste Plus/Minus-Bilanz der Isländischen Eishockeyliga
- 2022: Aufstieg in die Division II, Gruppe A, bei der Weltmeisterschaft, Division II, Gruppe B